# Jean Dupuy (1756-1831)
Pour les articles homonymes, voir Jean Dupuy et Dupuy.
Jean Dupuy (1er mars 1756, Cognac - 10 mai 1831, Cognac), est un homme politique français.

## Biographie
Fils aîné de Jean Dupuy, avocat au Parlement de Bordeaux et échevin de Cognac, et d'Anne-Guillemette Roy d'Angeac, il étudie le droit et se fait recevoir avocat.
En 1793, aux Réaux, il épouse sa cousine Françoise Gilbert des Aubineaux de La Canonnerie. Leur fille Charlotte Joséphine Dupuy épouse le chevalier Charles-Hugues d'Alès, officier vendéen puis sous-préfet de l'arrondissement de Cognac, et leur fils Louis Jules Armand Dupuy d'Angeac épouse la fille de Joseph-Alexis Robert de Lézardière.
En 1795, il fonde, avec Jean-Antoine Otard, à Cognac une importante maison de négoce en eaux de vie, sous la raison sociale Otard, Dupuy et Cie, l'actuelle maison Otard. 
Le 4 octobre 1816, il est élu député, au collège de département de la Charente, et siège jusqu'en 1822 parmi les royalistes. 
Il est fait chevalier de la Légion d'honneur.

### Sources
- « Jean Dupuy (1756-1831) », dans Adolphe Robert et Gaston Cougny, Dictionnaire des parlementaires français, Edgar Bourloton, 1889-1891 [détail de l’édition]